# 캐딜락 ELR

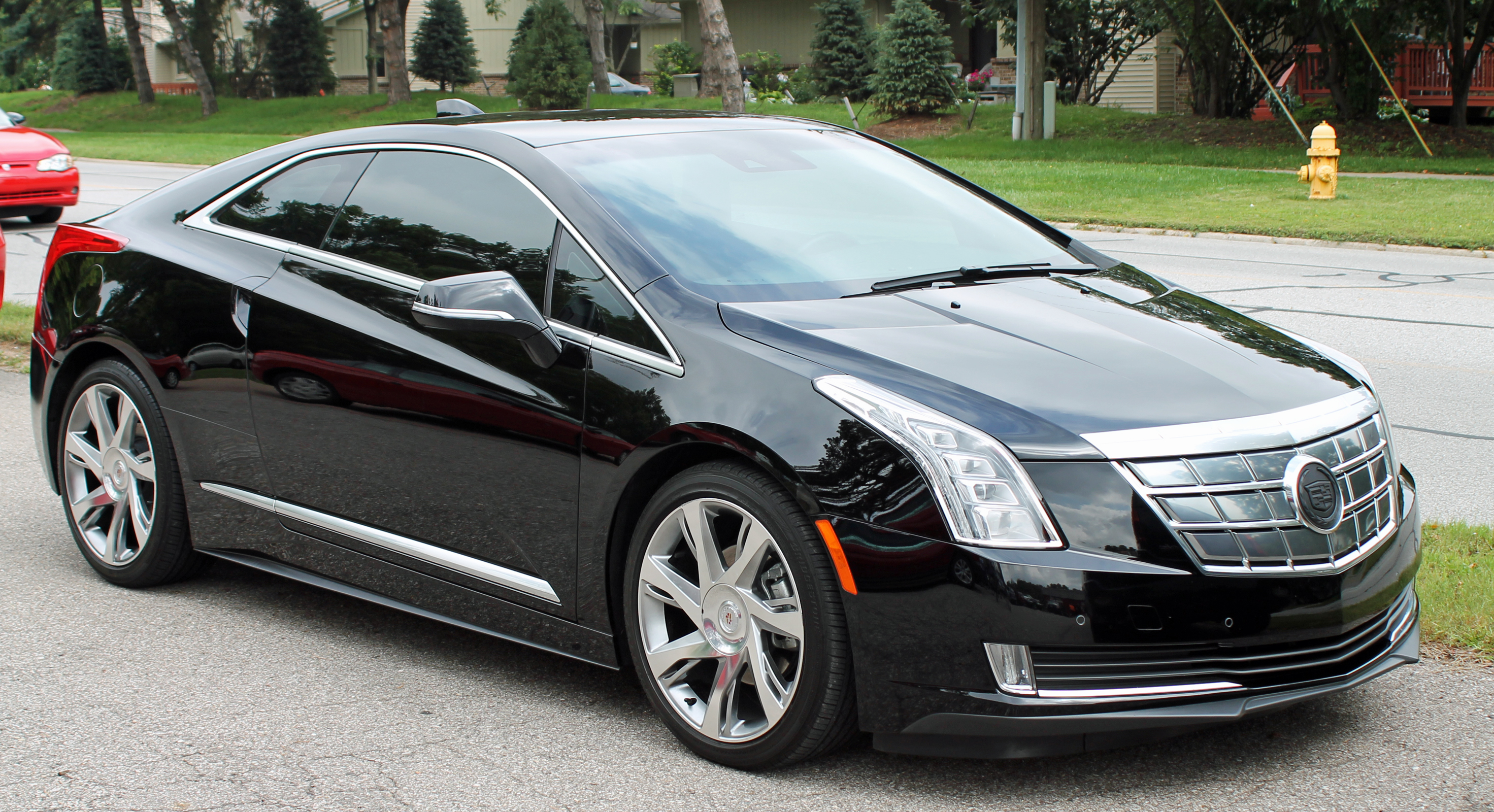
캐딜락 ELR 정측면

캐딜락 ELR(Cadillac ELR)은 미국 제너럴 모터스 산하 캐딜락이 생산, 판매한 프론트 엔진 전륜구동 방식의 플러그인 하이브리드 쿠페이다. 2009년 1월에 북미 국제 오토쇼에서 컨셉트 카인 컨버즈 컨셉트가 공개되었고, 이를 기반으로 한 양산형은 2013년 1월에 북미 국제 오토쇼에서 공개되었다. 같은 해 12월에 출시되었다. 그러나 처음 출시되었을 때 기본 가격은 무려 75,000 달러에 육박했으며, 정부 보조금을 받는다고 해도 소비자들의 구매 욕구를 일으킬 만한 것이 아니었다. 거기에다 BMW 7 시리즈 740i 기본형과 테슬라 모델 S에 비해 판매량이 매우 저조하였다. 2015년에 미국의 자동차 전문지 모터 트렌드가 주최하는 올해의 차 컨테스트에서 강도 높은 비판을 받았다. 결국 저조한 판매 실적으로 인해 2016년 2월에 후속 차종 없이 단종되었으며, 출시 이후 2년 2개월 동안 2,958대가 생산되었다.